# Associazione Calcio Mantova 2004-2005
Questa pagina raccoglie le informazioni riguardanti l'Associazione Calcio Mantova nelle competizioni ufficiali della stagione 2004-2005.

## Stagione
Nella stagione 2004-2005 il neo promosso Mantova disputa il girone A del campionato di Serie C1, termina il campionato in seconda posizione con 64 punti, alle spalle della Cremonese a quota 72 punti, che ottiene la promozione diretta. I biancorossi vincono i Play-off eliminando in semifinale il Frosinone e il Pavia in finale, salendo in serie B. I virgiliani allenati dal confermato Domenico Di Carlo hanno iniziato il torneo con passo lento, perdendo per strada molti punti con squadre di bassa classifica, ma fatto bene con le più forti, pian piano sono cresciuti, con il merito di farsi trovare pronti nel momento topico dei Play-off, vinti con una netta superiorità. Due i bomber stagionali, entrambi con 11 reti segnate Paolo Poggi e Gabriele Graziani. Nella Coppa Italia di Serie C il Mantova ha disputato il girone F di qualificazione, che ha promosso ai sedicesimi la Spal, con un punto di vantaggio sui biancorossi.

## Rosa
| N. |                   | Ruolo | Calciatore         |
| -- | ----------------- | ----- | ------------------ |
|    | Italia (bandiera) | C     | Giovanni Arioli    |
|    | Italia (bandiera) | C     | Cristian Baglieri  |
|    | Italia (bandiera) | P     | Mirko Bellodi      |
|    | Italia (bandiera) | A     | Gaetano Caridi     |
|    | Italia (bandiera) | D     | Gabriele Cioffi    |
|    | Italia (bandiera) | D     | Riccardo Contadini |
|    | Italia (bandiera) | C     | Alessandro De Poli |
|    | Italia (bandiera) | D     | Nicola Donazzan    |
|    | Italia (bandiera) | C     | Michele Gelsi      |
|    | Italia (bandiera) | A     | Gabriele Graziani  |
|    | Italia (bandiera) | A     | Dario Hübner       |

| N. |                    | Ruolo | Calciatore         |
| -- | ------------------ | ----- | ------------------ |
|    | Italia (bandiera)  | D     | Ivanoe Lanzara     |
|    | Italia (bandiera)  | D     | Davide Mezzanotti  |
|    | Italia (bandiera)  | A     | Alessandro Noselli |
|    | Italia (bandiera)  | D     | Mattia Notari      |
|    | Italia (bandiera)  | D     | Diego Pellegrini   |
|    | Italia (bandiera)  | A     | Paolo Poggi        |
|    | Italia (bandiera)  | D     | Emanuele Simoni    |
|    | Italia (bandiera)  | C     | Manuel Spinale     |
|    | Italia (bandiera)  | C     | Emiliano Tarana    |
|    | Romania (bandiera) | C     | Cristian Todea     |
|    | Italia (bandiera)  | C     | Gennaro Volpe      |

## Risultati

### Campionato

#### Girone di andata
| Arbitro: | Crugliano (Crotone) |

|               |           |              |
| R. Rubino 42’ | Marcatori | 76’ Graziani |

| Arbitro: | Velotto (Grosseto) |

|           |           |  |
| Poggi 55’ | Marcatori |  |

| Arbitro: | Orsato (Schio) |

|                               |           |                    |
| Strada 73’ Prisciandaro 90+1’ | Marcatori | 90+6’ (rig.) Poggi |

| Arbitro: | Didato (Agrigento) |

|                 |           |  |
| Poggi 3’ (rig.) | Marcatori |  |

| Arbitro: | Pierpaoli (Firenze) |

|                      |           |             |
| Campolonghi 39’, 43’ | Marcatori | 72’ Lanzara |

| Arbitro: | Brunialti (Trento) |

|                   |           |  |
| D. Pellegrini 27’ | Marcatori |  |

| Arbitro: | Caristia (Siracusa) |

|                             |           |                                                   |
| N. Ferrari 25’ N. Russo 82’ | Marcatori | 9’ Poggi 23’ Todea 45’ N. Lampugnani 81’ Graziani |

| Mantova 31 ottobre 2004 8ª giornata | Mantova           | 0 – 0 | Grosseto | Stadio Danilo Martelli (3.500 spett.)\| Arbitro: \| Herberg (Messina) \| |
| Arbitro:                            | Herberg (Messina) |       |          |                                                                          |

| Pistoia 7 novembre 2004 9ª giornata | Pistoiese     | 0 – 0 | Mantova | Stadio Comunale (1.400 spett.)\| Arbitro: \| Ciampi (Roma) \| |
| Arbitro:                            | Ciampi (Roma) |       |         |                                                               |

| Mantova 14 novembre 2004 10ª giornata | Mantova             | 0 – 0 | Pro Patria | Stadio Danilo Martelli (3.400 spett.)\| Arbitro: \| Mannella (Avezzano) \| |
| Arbitro:                              | Mannella (Avezzano) |       |            |                                                                            |

| Acireale 21 novembre 2004 11ª giornata | Acireale        | 0 – 0 | Mantova | Stadio Tupparello (1.000 spett.)\| Arbitro: \| Salati (Trento) \| |
| Arbitro:                               | Salati (Trento) |       |         |                                                                   |

| Arbitro: | Zanzi (Lugo di Romagna) |

|            |           |  |
| Hubner 76’ | Marcatori |  |

| Arbitro: | Iannone (Napoli) |

|                       |           |                                           |
| Nardini 19’ Matri 65’ | Marcatori | 10’ Spinale 81’ (aut.) Vettori 86’ Hubner |

| 8 dicembre 2004 14ª giornata |  | – Turno di riposo Mantova |  |  |

| Arbitro: | Ciampi (Roma) |

|                            |           |                                   |
| Veronese 25’ Matteassi 73’ | Marcatori | 39’, 76’ Graziani 52’, 55’ Caridi |

| Mantova 19 dicembre 2004 16ª giornata | Mantova                        | 0 – 0 | Fidelis Andria | Stadio Danilo Martelli (3.800 spett.)\| Arbitro: \| Corletto (Castelfranco Veneto) \| |
| Arbitro:                              | Corletto (Castelfranco Veneto) |       |                |                                                                                       |

| Arbitro: | La Rocca (Ercolano) |

|                    |           |                   |
| Tozzi Borsoi 90+5’ | Marcatori | 37’, 79’ Graziani |

| Arbitro: | Scoditti (Bologna) |

|                                                    |           |  |
| Graziani 7’ Poggi 45’ D. Pellegrini 64’ Hubner 77’ | Marcatori |  |

| Arbitro: | Zanzi (Lugo di Romagna) |

|  |           |                       |
|  | Marcatori | 42’ Caridi 88’ Arioli |

#### Girone di ritorno
| Arbitro: | Lena (Ciampino) |

|                |           |  |
| E Simoni 45+1’ | Marcatori |  |

| Arbitro: | Crugliano (Crotone) |

|                           |           |  |
| Melucci 19’ Lorenzini 64’ | Marcatori |  |

| Mantova 6 febbraio 2005 22ª giornata | Mantova       | 0 – 0 | Cremonese | Stadio Danilo Martelli (11.500 spett.)\| Arbitro: \| Ciampi (Roma) \| |
| Arbitro:                             | Ciampi (Roma) |       |           |                                                                       |

| Arbitro: | Gava (Conegliano) |

|                  |           |  |
| M. Bongiorni 87’ | Marcatori |  |

| Arbitro: | Lioce (Molfetta) |

|            |           |                          |
| Hubner 36’ | Marcatori | 60’ Carotti 75’ Ferrario |

| Arbitro: | Damato (Barletta) |

|             |           |                                  |
| Tombesi 77’ | Marcatori | 27’ Gelsi 32’ Tarana 71’ Noselli |

| Arbitro: | Mannella (Avezzano) |

|               |           |  |
| Spinale 90+2’ | Marcatori |  |

| Arbitro: | Ciampi (Roma) |

|                             |           |                       |
| Pellicori 19’ Antonazzo 75’ | Marcatori | 57’ Tarana 82’ Cioffi |

| Arbitro: | Celi (Bari) |

|                       |           |                  |
| Spinale 76’ Poggi 83’ | Marcatori | 33’ B. Di Napoli |

| Busto Arsizio 20 marzo 2005 29ª giornata | Pro Patria       | 0 – 0 | Mantova | Stadio Carlo Speroni (2.300 spett.)\| Arbitro: \| giglioni (Siena) \| |
| Arbitro:                                 | giglioni (Siena) |       |         |                                                                       |

| Arbitro: | Candussio (Cervignano del Friuli) |

|                        |           |  |
| Hubner 5’ Graziani 87’ | Marcatori |  |

| Arbitro: | Salati (Trento) |

|              |           |              |
| D'Antoni 43’ | Marcatori | 10’ Graziani |

| Arbitro: | Crugliano (Crotone) |

|  |           |              |
|  | Marcatori | 67’ Francini |

| 10 aprile 2005 33ª giornata |  | – Turno di riposo Mantova |  |  |

| Arbitro: | Lops (Torino) |

|  |           |              |
|  | Marcatori | 18’ Guidetti |

| Arbitro: | Scoditti (Bologna) |

|  |           |            |
|  | Marcatori | 78’ Hubner |

| Arbitro: | Tommasi (Bassano del Grappa) |

|                                    |           |  |
| Poggi 32’ Spinale 45+1’ Hubner 88’ | Marcatori |  |

| Arbitro: | Iannone (Napoli) |

|  |           |                  |
|  | Marcatori | 45+3’, 60’ Poggi |

| Arbitro: | Marelli (Como) |

|  |           |                   |
|  | Marcatori | 87’ L. Ceccarelli |

### Play-off
| Arbitro: | Orsato (Schio) |

|                                       |           |                                           |
| De Cesare 11’ (rig.) Mastronunzio 30’ | Marcatori | 7’ Caridi 26’ Tarana 45’ Cioffi 59’ Poggi |

| Arbitro: | Damato (Barletta) |

|           |           |  |
| Poggi 69’ | Marcatori |  |

| Arbitro: | Orsato (Bassano del Grappa) |

|                 |           |                             |
| Sciaccaluga 19’ | Marcatori | 51’ Caridi 76’, 89’ Noselli |

| Arbitro: | Ciampi (Roma) |

|                            |           |  |
| Graziani 2’, 6’ Lanzara 9’ | Marcatori |  |